# Grzegorz Sobieszek
Grzegorz Sobieszek (ur. 30 lipca 1975 w Parczewie) – polski lekarz, specjalista chorób wewnętrznych i kardiologii, doktor habilitowany nauk medycznych i nauk o zdrowiu, twórca Pracowni Hemodynamiki oraz kierownik kliniki i oddziału Kardiologii 1. Wojskowego Szpitala Klinicznego z Polikliniką w Lublinie.

## Życiorys
Absolwent II Liceum Ogólnokształcącego im. Hetmana Jana Zamoyskiego w Lublinie. Ukończył studia na medyczne na Wydziale Lekarskim Uniwersytetu Medycznego w Lublinie (1994–2000). Po uzyskaniu dyplomu, odbył studia doktoranckie w Katedrze Patofizjologii Uniwersytetu Medycznego (2000–2002) zakończone dysertacją: "Analiza izobolograficzna efektów łącznego zastosowania zonisamidu i klasycznych leków przeciwpadaczkowych u myszy" oraz nadaniem stopnia doktora nauk medycznych. 
W 2002 roku rozpoczął pracę w  Wojewódzkim Szpitalu Specjalistycznym im. Kardynała Stefana Wyszyńskiego SPZOZ (Oddział Kardiologii z Pracownią Hemodynamiki), uzyskując tytuły specjalisty chorób wewnętrznych (2007) oraz w zakresie kardiologii (2012). 
W 2013 roku rozpoczyna pracę w 1. Wojskowym Szpitalu Klinicznym z Polikliniką w Lublinie jako kierownik Oddziału Kardiologii i Pracowni Hemodynamiki. W roku 2022 na Uniwersytecie Medycznym w Lublinie uzyskuje stopień doktora habilitowanego w dziedzinie nauk medycznych i nauk o  zdrowiu. W roku 2023r. rozpoczął kierowanie kliniką i oddziałem kardiologii 1. WSzKzP w Lublinie.
Jest samodzielnym operatorem kardiologii interwencyjnej oraz ekspert i proktorem (krajowym i międzynarodowym) w zakresie udrażniania przewlekłych zamknięć naczyń wieńcowych (chronic total occlusion CTO). Jest aktywnym uczestnikiem badaniach klinicznych i naukowych w obszarze kardiologii interwencyjnej.
Członek Polskiego Towarzystwa Kardiologicznego (Asocjacja Interwencji Sercowo-Naczyniowych), Polskiego Towarzystwa Nadciśnienia Tętniczego oraz Europejskiego Towarzystwa Kardiologicznego.
Autor licznych prac naukowych oraz badacz w programach badań klinicznych.

## Nagrody i wyróżnienia
W 2023r. został odznaczony przez Ministra Obrony Narodowej Brązowym Medalem "Za zasługi dla obronności kraju".